# Pod lupo pravice
Pod lupo pravice (izvirno Cold case) je bila ameriška policijsko-kriminalna nanizanka, ki je govorila o izmišljeni  enoti policijske postaje v Pensilvaniji, ki se ukvarja z nerešenimi primeri. Serijo je producirala TV-mreža CBS, v Slovenijo pa jo je pripeljal POP TV, kjer so predvajali prvih pet sezon, zadnji dve pa sta bili na sporedu tretjega Pro Plusovega programa -  POP Bria.
Zadnja, 7. sezona se je na POP Briu predvajala od 15. januarja 2011 do 27. marca 2011.

## Glavni liki
- Det. Lilly Rush, ki jo igra Kathryn Morris
- Det. Scotty Valens, ki ga igra Danny Pino (od 6. dela prve sezone)
- Por. John Stillman, ki ga igra John Finn
- Det. Will Jeffries, ki ga igra Thom Barry
- Det. Nick Vera, ki ga igra Jeremy Ratchford
- Det. Kat Miller, ki jo igra Tracie Thoms (od 3. sezone)

## Pomembnejše nagrade in nominacije
- nominacija za emmyja
- 6 nagrad ASCAP
- nagrada image in nominacija